# Janet Mills
Janet Trafton Mills (hay Janet T. Mills, sinh ngày 30 tháng 12 năm 1947) là một luật gia, chính trị gia người Mỹ. Bà hiện là Thống đốc thứ 75 của tiểu bang Maine kể từ tháng 1 năm 2019. Bà nguyên là Tổng Chưởng lý Maine trong hai nhiệm kỳ 2009 – 2011, 2013 – 201, là người phụ nữ đầu tiên của Maine giữ chức vụ này. Trước đó, bà phục vụ trong Hạ viện Maine, đại diện cho các thị trấn Farmington và Industry. Năm 2018, bà trở thành ứng viên của Đảng Dân chủ trong tổng tuyển cử toàn tiểu bang và đã giành chiến thắng, đánh bại Shawn Moody của Đảng Cộng hòa và chính trị gia độc lập Terry Hayes. Vào ngày 02 tháng 1 năm 2019, bà trở thành nữ Thống đốc đầu tiên của Maine.
Janet Mills là Đảng viên Đảng Dân chủ, học vị Cử nhân Nghệ thuật, Tiến sĩ Luật, chính trị gia tự do. Bà là người lãnh đạo Maine chống Đại dịch COVID-19 từ năm 2020 trong nhiệm kỳ của mình, thực hiện các chính sách thuộc phe Dân chủ về sức khỏe và người lao động, bảo vệ môi trường.

## Xuất thân và giáo dục
Janet Mills sinh ra ở thị trấn Farmington, quận Quận Franklin, tiểu bang Maine, Hoa Kỳ, là con gái của Katherine Louise (Coffin) và Sumner Peter Mills Jr. Mẹ của bà là một giáo viên, và bố là một luật gia, từng là Luật sư liên bang Hoa Kỳ cho Maine vào những năm 1950. Bà tốt nghiệp trường Trung học Farmington năm 1965. Khi còn là một thiếu niên, bà đã phải nằm liệt giường gần một năm trong tình trạng bó bột toàn thân do chứng vẹo cột sống nghiêm trọng, được phẫu thuật chỉnh sửa trong những năm đó. Sau đó, bà đã theo học một thời gian ngắn tại Trường Colby trước khi chuyển đến San Francisco, California, nơi bà làm việc trợ lý điều dưỡng trong một bệnh viện tâm thần. Vài năm sau, bà ghi danh vào Đại học Massachusetts Boston (UMass), chuyển từ miền Tây sang theo học ở Đông Bắc, tốt nghiệp Cử nhân Nghệ thuật vào năm 1970. Trong những năm tại UMass, bà đã đi du lịch qua Tây Âu và thông thạo tiếng Pháp. Năm 1973, bà bắt đầu theo học Trường Luật của Đại học Maine, đến năm 1974, bà tham gia thực tập sinh mùa hè tại thủ đô Washington, D.C. cho Luật sư dân quyền Charles Morgan Jr. của Liên minh Tự do Dân sự Hoa Kỳ. Năm 1976, bà trở thành Tiến sĩ Luật và cấp giấy phép hành nghề.
Sau khi hoàn tất giáo dục, Janet Mills là nữ Công tố viên Hình sự đầu tiên của Maine và là trợ lý Tổng Chưởng lý từ năm 1976 đến năm 1980, truy tố các vụ giết người và các tội lớn khác. Năm 1980, bà được bầu làm Luật sư cấp quận của các quận Androscoggin, Franklin và Oxford, một vị trí mà bà đã được bầu lại ba lần. Bà là nữ Luật sư cấp quận đầu tiên ở New England. Năm 1994, bà là ứng cử viên không thành công cho Quốc hội Hoa Kỳ trong cuộc bầu cử sơ bộ của Đảng Dân chủ để thay thế nữ dân biểu Đảng Cộng hòa Olympia Snowe. Bà đứng thứ ba, thua John Baldacci. Thời kỳ này, bà là đồng sáng lập tổ chức hoạt động hành lang phái nữ Maine Women's Lobby và được bầu vào Ban Giám đốc năm 1998. Năm 2002, bà được bầu vào Hạ viện Maine với tư cách là Đảng viên Dân chủ. Ở đó, bà phục vụ trong các Ủy ban Tư pháp, Tư pháp hình sự và Phân bổ ngân sách.

## Tổng Chưởng lý Maine

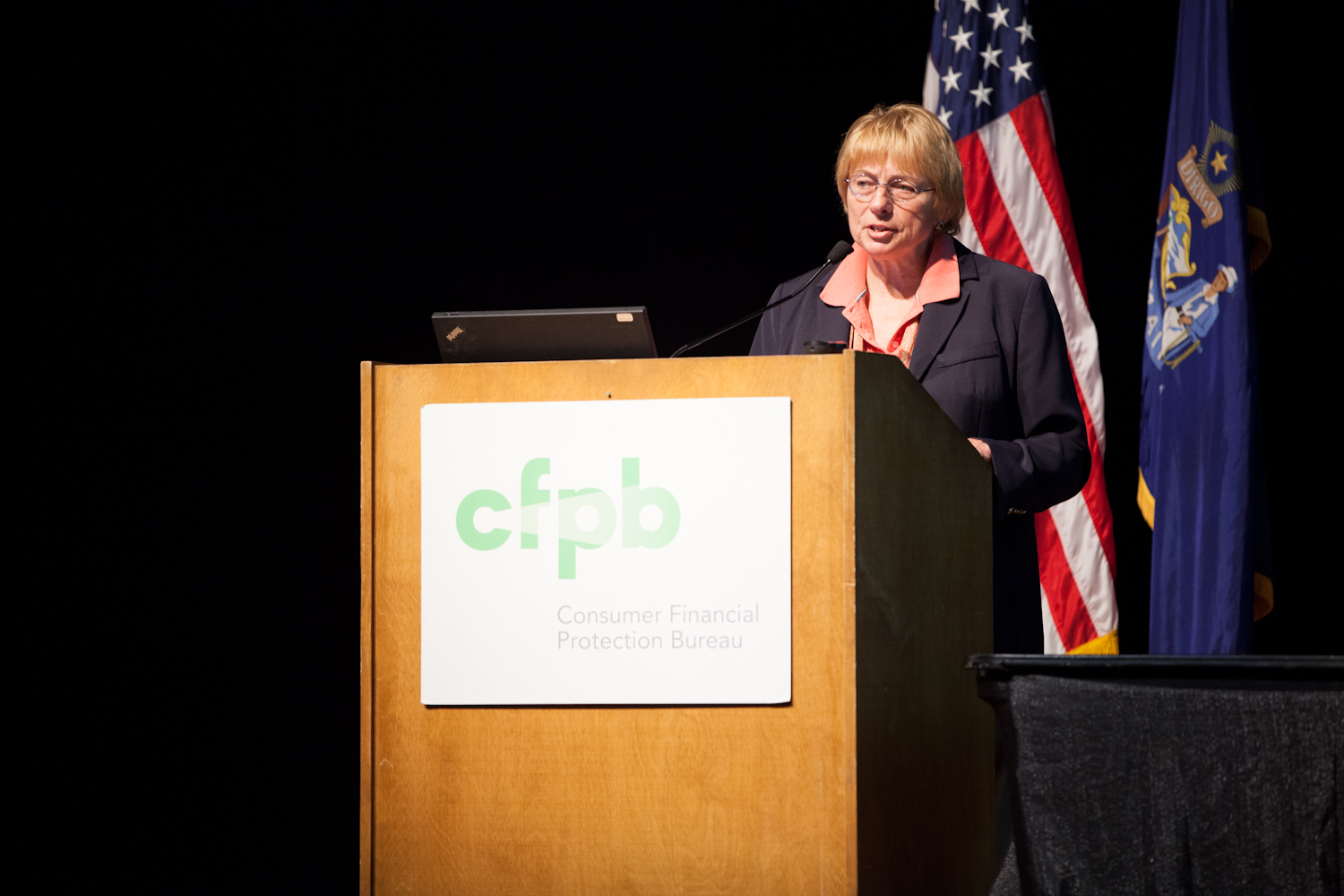
Tổng Chưởng lý Janet Mills năm 2013.

Tháng 12 năm 2008, sau khi Janet Mills được bầu vào nhiệm kỳ thứ tư của mình, thì Cơ quan lập pháp Lưỡng viện Maine khai mạc cuộc bầu chọn Tổng Chưởng lý.  Bà được bầu chọn làm Tổng Chưởng lý thứ 55 của Maine vào ngày 06 tháng 1 năm 2009. Khi Đảng Cộng hòa giành được quyền kiểm soát Cơ quan Lập pháp Maine vào năm 2010, Janet Mills, một Đảng viên Dân chủ, đã không được bầu lại. Đến tháng 1 năm 2011, bà được bầu làm Phó Chủ tịch của Đảng Dân chủ Maine, gia nhập công ty luật Preti Flaherty vào tháng 2 năm 2011 với tư cách là luật sư của nhóm tranh tụng tại văn phòng Augusta, Maine. Sau khi Đảng Dân chủ giành lại quyền kiểm soát Cơ quan Lập pháp trong cuộc bầu cử năm 2012, bà lại được chọn làm Tổng Chưởng lý, từ chức Phó Chủ tịch Đảng Dân chủ Maine, tuyên thệ nhậm chức vào ngày 07 tháng 1 năm 2013. Những năm tiếp theo, bà được bầu lại vào ngày 03 tháng 12 năm 2014, bất chấp Thượng viện Maine nằm dưới sự kiểm soát của Đảng Cộng hòa.
Thời gian này, Thống đốc Maine là Paul LePage thuộc phe Cộng hòa đã phản đối việc bà trở thành Tổng Chưởng lý do có nhiều tranh chấp giữa họ về tính hợp pháp của một số chính sách của Thống đốc. Vào ngày 28 tháng 1 năm 2015, Thống đốc đã yêu cầu ý kiến của Tòa án Tư pháp Tối cao Maine về việc liệu Văn phòng Thống đốc có cần sự cho phép của Văn phòng Tổng chưởng lý để giữ luật sư bên ngoài khi Tổng Chưởng lý từ chối đại diện cho bang trong một vấn đề pháp lý hay không. Thống đốc Paul LePage đã yêu cầu như vậy sau khi Janet Mills hai lần từ chối đại diện cho ông trong các vấn đề mà bà xác định là có ít giá trị pháp lý, mặc dù bà đã chấp thuận yêu cầu của ông đối với luật sư bên ngoài. Vào ngày 01 tháng 5 năm 2017, Thống đốc đã khởi kiện bà, khẳng định rằng bà đã lạm dụng quyền hạn của mình bằng cách từ chối đại diện cho cơ quan tiểu bang trong các vấn đề pháp lý hoặc có quan điểm pháp lý trái ngược với Chính quyền của Paul LePage.

## Thống đốc Maine

### Tranh cử
Vào ngày 10 tháng 7 năm 2017, Janet Mills thông báo rằng bà sẽ tìm kiếm sự đề cử của Đảng Dân chủ cho chức Thống đốc Maine vào năm 2018. Là một trong số các ứng cử viên trong vòng sơ bộ, bà đã giành được đề cử vào tháng 6, về nhất sau bốn vòng bỏ phiếu lựa chọn theo thứ hạng. Trong cuộc tổng tuyển cử, bà phải đối mặt với doanh nhân Đảng Cộng hòa Shawn Moody; ứng viên độc lập, Bộ trưởng Ngân khố Maine Terry Hayes. Được mọi tờ báo lớn ở Maine tán thành và nhờ lượng quảng cáo lớn mua được từ các ủy ban hành động chính trị của Đảng Dân chủ, bà đã thắng cử với tỷ lệ 50,9–43,2% trước Shawn Moody. Bà trở thành nữ Thống đốc đầu tiên của Maine, ứng cử viên Thống đốc bang Maine đầu tiên được bầu với ít nhất 50% phiếu bầu kể từ Angus King năm 1998 và là người đầu tiên giành được ít nhất 50% phiếu bầu cho nhiệm kỳ đầu tiên kể từ Kenneth M. Curtis vào năm 1966. Bà đã nhận được hơn 320.000 phiếu bầu, nhiều hơn bất kỳ Thống đốc nào trong lịch sử của bang.
Bên cạnh đó, chiến dịch của bà được hỗ trợ một phần bởi một siêu PAC của Đảng Dân chủ đã tài trợ cho các quảng cáo theo chủ đề Maine nhằm thu hút các cử tri trẻ tuổi trên mạng xã hội. Chi phí chi trả trung bình là 15 USD cho mỗi phiếu bầu, với tổng số tiền là 10,7 triệu USD. Tuy nhiên, những con số này ít hơn so với cuộc đua vào Hạ viện Quốc hội tại Khu bầu cử thứ hai cùng năm, trong đó ứng viên Đảng viên Dân chủ Jared Golden chi 131 USD cho mỗi phiếu bầu và ứng viên Đảng Cộng hòa Bruce Poliquin chi 95 USD mỗi phiếu.

### Nhiệm kỳ

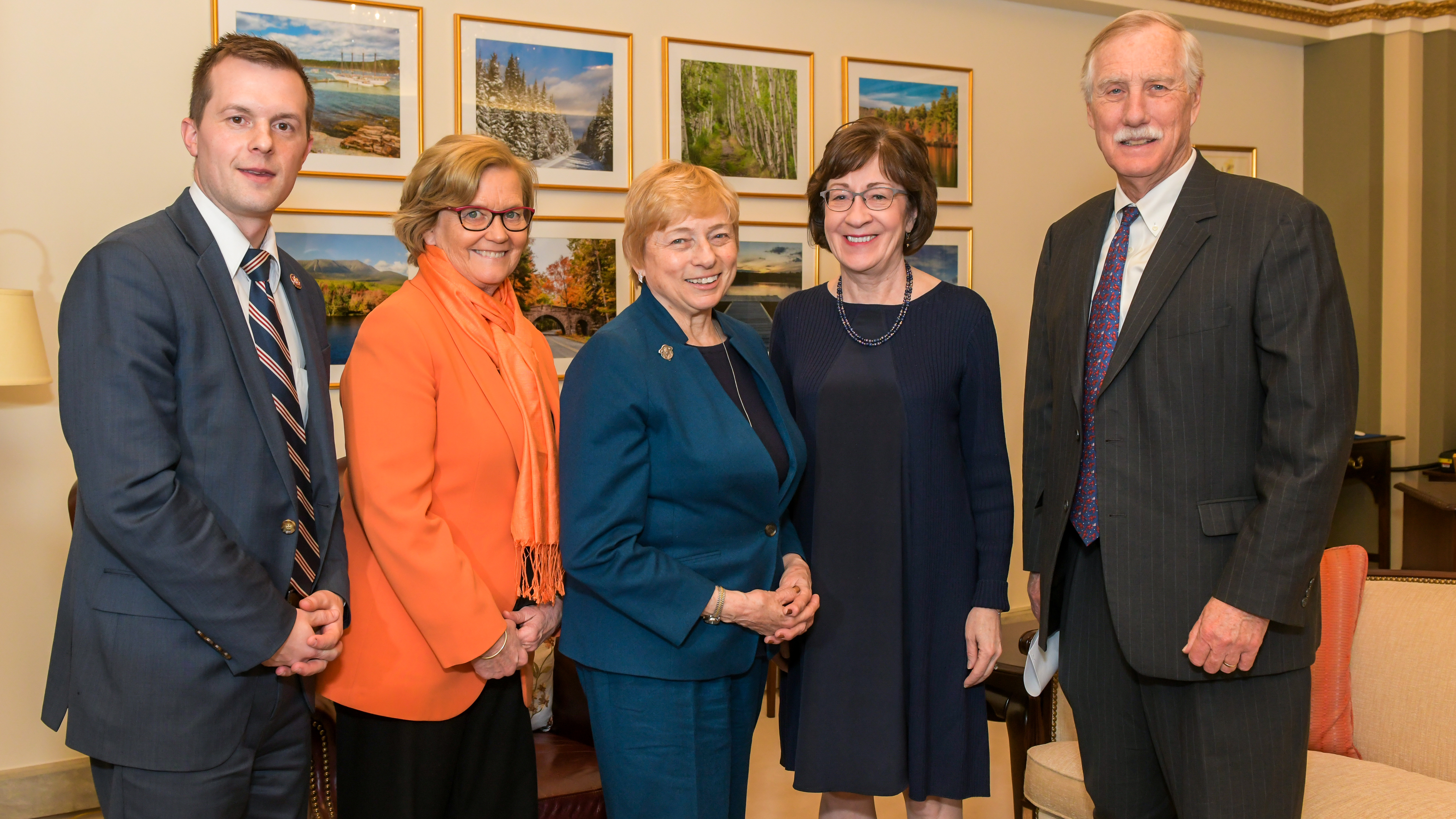
Nghị sĩ Maine và Thống đốc Janet Mills năm 2019.

Trong nhiệm kỳ của mình, một trong những hành động đầu tiên của Janet Mills với tư cách Thống đốc là ký một lệnh hành pháp để thực hiện việc mở rộng chương trình Medicaid của Maine theo yêu cầu của cuộc trưng cầu dân ý năm 2017, điều mà Thống đốc phe Cộng hòa Paul LePage nhiệm kỳ trước đã từ chối thực hiện. Điều này đã hoàn thành một cam kết chiến dịch lớn. Bà cũng từ bỏ các yêu cầu công việc đối với Medicaid mà Paul LePage đã yêu cầu vào cuối nhiệm kỳ của mình và điều đó đã được Chính quyền Trump chấp thuận. Bà cho biết các yêu cầu công việc khiến nhiều người Maine không có bảo hiểm, không cải thiện sự tham gia của họ vào lực lượng lao động. Sau đó, bà đã khôi phục lại truyền thống của các Thống đốc bang Maine đó là tham dự các sự kiện kỷ niệm Ngày Martin Luther King ở Portland từ năm 2019.
Vào tháng 9 năm 2019, Tổng thư ký Liên Hợp Quốc António Guterres đã đề nghị Janet Mills phát biểu tại Đại hội đồng về biến đổi khí hậu. Bà nói với các nhà lãnh đạo thế giới tại Liên Hợp Quốc rằng bà có dự định làm cho Maine trở nên trung hòa carbon vào năm 2045. Bà là Thống đốc Maine đương nhiệm đầu tiên phát biểu trước Đại hội đồng. Vào ngày 15 tháng 5 năm 2021, Janet Mills đã gia hạn tình trạng khẩn cấp dân sự Covid-19 đến hết ngày 13 tháng 6 năm 2021. Đây là lần thứ 15 bà làm điều này kể từ khi đại dịch Covid-19 bắt đầu.

## Lịch sử tranh cử
Tính đến 2021, Janet Mills tham gia một kỳ tổng tuyển cử Thống đốc Maine năm 2018 và chiến thắng.
| Tổng tuyển cử Thống đốc Maine 2018 | Tổng tuyển cử Thống đốc Maine 2018 | Tổng tuyển cử Thống đốc Maine 2018 | Tổng tuyển cử Thống đốc Maine 2018 | Tổng tuyển cử Thống đốc Maine 2018 | Tổng tuyển cử Thống đốc Maine 2018 |
| Đảng                               | Đảng                               | Ứng cử viên                        | Số phiếu                           | %                                  | ±                                  |
| ---------------------------------- | ---------------------------------- | ---------------------------------- | ---------------------------------- | ---------------------------------- | ---------------------------------- |
|                                    | Dân chủ                            | Janet Mills                        | 320.962                            | 50,89%                             | +7,52%                             |
|                                    | Cộng hòa                           | Shawn Moody                        | 272.311                            | 43,18%                             | -5,01%                             |
|                                    | Độc lập                            | Terry Hayes                        | 37.268                             | 5,91%                              | N/A                                |
| Tổng số phiếu                      | Tổng số phiếu                      | Tổng số phiếu                      | 630.667                            | 100.0%                             | N/A                                |
|                                    | Dân chủ đánh bại Cộng hòa          |                                    |                                    |                                    |                                    |

## Đời tư
Năm 1985, Janet Mills kết hôn với nhà phát triển bất động sản Stanley Kuklinski, họ có năm con gái riêng, ba cháu trai, hai cháu gái. Stanley Kuklinski qua đời do ảnh hưởng của một cơn đột quỵ vào ngày 24 tháng 9 năm 2014. Bà là em gái của Peter Mills, một cựu Thượng nghị sĩ Maine thuộc phe Cộng hòa và là ứng cử viên Thống đốc Maine từ Đảng Cộng hòa vào năm 2006 và 2010.